# Каменка (посёлок, Коломенский городской округ)
Ка́менка — посёлок (до 2018 года деревня) в Коломенском районе Московской области. Население — 2 чел. (2010).

## Расположение
Деревня Каменка расположена в западной части Коломенского района, на левом береку реки Каменки, примерно в 10 км к западу от города Коломна. Высота над уровнем моря 143 м.

## История
До 2006 года Каменка входила в состав Федосьинского сельского округа Коломенского района. Затем в сельское поселение Проводниковское.

## Население
| 2002 | 2006 | 2010 |
| ---- | ---- | ---- |
| 2    | ↗3   | ↘2   |